# Biba Band Live
Biba Band Live è un album della Biba Band uscito nel 2006.

## Tracce
1. Victims of the Groove 7.47 (Zawinul)
2. Rockin' in Rhythm 0.44 (Ellington, Mills, Carney)
3. Afro Part 2.33 (Aguzzi, Meyer)
4. Jungle Part 3.38 (Fasani, Costa)
5. (reprise) Rockin' in Rhythm 0.52 (Ellington, Mills, Carney)
6. Confians 4.59 (Cinelu) – Cover di un brano dei Weather Report
7. Three Views of a Secret 5.57 (Pastorius) – Cover di un brano dei Weather Report
8. No Mercy for Me (Mercy, Mercy, Mercy) 5.14 (Oliver, Zawinul)
9. White Stone 2.00 (Cecchetto)
10. Black Water 6.48 (Veasley, Zawinul)
11. Volcano for Hire 9.34 (Zawinul) – Cover di un brano dei Weather Report
12. Can it be Done 5.17 (Tee)
13. Man in a Green Shirt 5.51 (Zawinul) – Cover di un brano dei Weather Report
14. Saduva 4.20 (Makeba)
15. Fannie Mae 8.52 (Brown, Lewis, Robinson)

## Formazione
- Antonello Aguzzi – tastiere
- Barbara Boffelli – voce
- Stefano Bollani – pianoforte
- Alberto Borsari – armonica
- Roberto Cecchetto – chitarra
- Daniele Comoglio – sassofono
- Paolo Costa – basso, chitarra
- Massimo Dedo – trombone
- Stefano De Maco – voce
- Elio – voce e flauto traverso
- Marco Fadda – percussioni
- Faso – basso
- Bebo Ferra – chitarra
- Paola Folli – voce
- Maxx Furian – batteria
- Massimo Greco – tromba
- Christian Meyer – batteria
- Alessandro "Pacho" Rossi – percussioni
- Francesca Touré – voce